# Adcatomus
Genre
Synonymes
- Spatala Simon, 1897

Adcatomus est un genre d'araignées aranéomorphes de la famille des Sparassidae.

## Distribution
Les espèces de ce genre se rencontrent au Venezuela et au Pérou.

## Liste des espèces
Selon World Spider Catalog (version 21.5, 02/11/2020) :
- Adcatomus ciudadus Karsch, 1880
- Adcatomus flavovittatus (Simon, 1897)
- Adcatomus luteus (Keyserling, 1880)

## Publication originale
- Karsch, 1880 : « Arachnologische Blätter (Decas I). » Zeitschrift für die gesammten Naturwissenschaften, vol. 53, p. 373-409.